# Doenganen

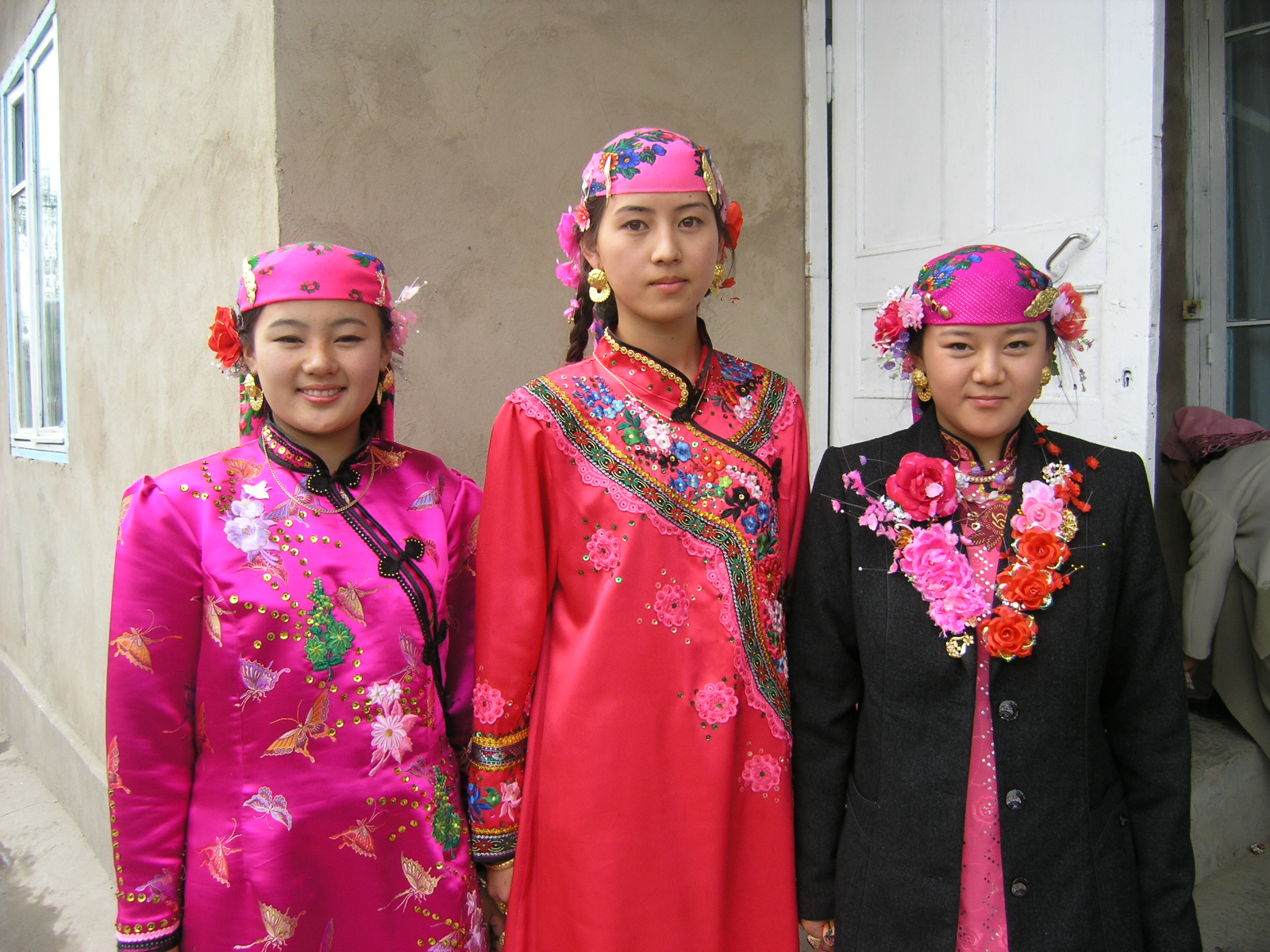
Doengaanse vrouwen in Kazachstan

De Doenganen (Chinees: 東 干 族, Pinyin: dōng gān zú; Russisch: Дунгане) zijn een moslim-Chinese minderheid die voornamelijk leeft in de Centraal-Aziatische opvolgerstaten van de Sovjet-Unie. Hun taal, het Doengaans (東 干 語), is een Chinees dialect. De twee belangrijkste varianten zijn de Gansu- en Shaanxi-dialecten. Er zijn wereldwijd ongeveer 110.000 Doenganen.

## Oorsprong
De benaming "Doenganen" was oorspronkelijk een exoniem waarmee alle Hui-Chinezen aangeduid werden. Tegenwoordig wordt ze echter met name gebruikt voor Hui die buiten de huidige Chinese grenzen in Centraal-Azië wonen. Deze Doenganen wonen vooral in Kirgizië en Kazachstan, met kleinere minderheden in Oezbekistan en Rusland. Hun voorouders waren Hui-Chinezen die China tijdens de zogenaamde Doenganenopstanden in de jaren zeventig en tachtig van de 19e eeuw ontvluchtten.

### Doenganenopstanden
In 1818, 1834-1840 en in 1855-1873 (de zogenaamde Panthay-opstand) kwamen de moslims van Yunnan in opstand. Deze opstanden, veroorzaakt door de economische rivaliteit tussen de Han-Chinezen en moslimarbeiders, werden bloedig onderdrukt, waarbij een miljoen mensen hun leven verloren. 
Van 1862 tot 1878 waren er de zogenaamde "Doenganenopstanden" van de Hui tegen de Chinese overheersing in de provincies Shaanxi, Gansu en Xinjiang. Deze liepen parallel aan de opstand van Jakoeb Beg in Kashgar. De onderdrukking van deze tijdelijk onafhankelijke gebieden kostte naar schatting 10 miljoen doden. In de daaropvolgende decennia emigreerden vele moslims naar het Russische rijk.
De onderdrukking van deze opstanden verhoogde ook de neiging om zich in afzonderlijke woonwijken te vestigen en beroepen uit te oefenen die typisch waren voor deze etnische groepen.

## Taal en schrift
De meeste Doenganen spreken nog steeds het Doengaans als moedertaal en Russisch als tweede taal. Het Doengaans is een van de Sino-Tibetaanse talen en lijkt erg op Noord-Chinese dialecten als het Mandarijn. Het is echter uniek omdat het sinds 1953 het Cyrillisch schrift gebruikt. De taal werd voorheen met het Arabisch alfabet geschreven en soms ook in het Latijns schrift.